# Yardley Hastings
Yardley Hastings est une paroisse civile et un village du Northamptonshire, en Angleterre.